# معارفي (مقاطعة إسلام آباد غرب)
معارفي (بالفارسية: معارفی) هي قرية تقع في قسم شيان الريفي (مقاطعة إسلام آباد غرب) في إيران. يقدر عدد سكانها بـ 226 نسمة بحسب إحصاء 2016.